# Rosa Albach-Retty
Rosa Albach-Retty (ur. 26 grudnia 1874 w Hanau, zm. 26 sierpnia 1980 w Baden) – austriacka aktorka.

## Życiorys
Córka aktora i reżysera Rudolfa Retty'ego i piosenkarki Marii Kathariny Retty. Na scenie zadebiutowała 9 września 1891 roku w Teatrze Niemieckim (niem. Deutsches Theater) w Berlinie. W 1895 roku wystąpiła po raz pierwszy w wiedeńskim Teatrze Ludowym (niem. Volkstheater). W kwietniu 1900 roku podpisała kontrakt z wiedeńskim Teatrem Zamkowym (niem. Burgtheater). 3 maja 1912 roku została mianowana nadworną aktorką. Stworzyła niezapomniane kreacje, m.in. jako Aase w dramacie Ibsena Peer Gynt (1935, 1952). Karierę zakończyła w 1958 roku rolą Endy Savage w komedii Johna Patricka „Eine sonderbare Dame” (ang. The Curious Savage), za którą otrzymała medal im. Josefa Kainza (niem. Kainz-Medaille).
Wyszła za mąż za oficera Karla Albacha (1870–1952), z którym miała syna Wolfa Albach-Retty'ego (1906–1967) – aktora, ojca Romy Schneider (1938–1982).

## Filmografia
Filmografia podana za portalem Filmportal.de:
- 1930 – Geld auf der Straße
- 1935 – Episode
- 1938/1939 – Hotel Sacher
- 1939 – Maria Ilona
- 1941 – Dreimal Hochzeit
- 1941/1942 – Wien 1910
- 1942 – Die heimliche Gräfin
- 1942 – Wen die Götter lieben. Mozart
- 1950/1951 – Der alte Sünder
- 1951 – Maria Theresia
- 1952/1953 – Der Verschwender
- 1955 – Der Kongreß tanzt

## Nagrody i odznaczenia
Lista podana za Czeike (2004):
- 1926 – Złota Odznaka Honorowa za Zasługi dla Republiki Austrii
- 1928 – członek honorowy Teatru Zamkowego (niem. Burgtheater)
- 1955 – Wielka Odznaka Honorowa za Zasługi dla Republiki Austrii
- 1958 – Medal im. Josefa Kainza (niem. Kainz-Medaille)
- 1960 – Medal za Zasługi dla Miasta Wiednia (niem. Ehrenmedaille der Stadt Wien)
- 1963 – Österreichischen Ehrenkreuz für Wissenschaft und Kunst I. Klasse

## Publikacje
- Autobiografia[4]: „So kurz sind 100 Jahre. Erinnerungen” spisana przez G. Svobodę-Srncik, 1978

## Upamiętnienie
W 1985 roku imieniem Rosy Albach-Retty nazwano jeden z miejskich kompleksów mieszkalnych Wiednia – Rosa-Albach-Retty-Hof.